# Wo de yi wan mian bao
Wo de yi wan mian bao, conosciuto anche come My Love Bread (caratteri cinesi: 我的億萬麵包; titolo internazionale Love or Bread) è una serie televisiva taiwanese del 2008 trasmessa sulle reti CTV e GTV, con protagonisti Joe Cheng ed Ariel Lin.

## Trama
Frank (Joe Cheng) è un giovane uomo che ama indossare abiti di marca e pensare di essere un uomo distinto. Tuttavia nasconde un passato tragico (la morte di entrambi i genitori) e non è capace di gestire il denaro, infatti ha sempre qualche usuraio alle calcagna. Pensa di consegnare come pegno l'anello di matrimonio di sua madre, l'unico pensiero che gli è stato da lei lasciato, ma all'ultimo momento non ha il coraggio di farlo.
Zhen Shan Mei (Ariel Lin) è una ragazza povera, ma leale e una gran lavoratrice. Ha un fidanzato, ma egli si trasferisce nella Cina continentale per continuare gli studi, e le promette di sposarla non appena si sarà laureato. Shan Mei lo segue in Cina nella speranza di poterlo finalmente sposare, nonostante le opposizioni della famiglia, che ha bisogno di lei per lavorare. Una volta in Cina, Shan Mei si imbatte in Frank mentre il giovane sta scappando dagli usurai e si rifugia nel bagno delle donne. Pensando che sia un pervertito, la ragazza lo denuncia alle autorità. In quel momento, l'anello della madre di Frank cade ed il poliziotto, pensando fosse di Shan Mei, lo mette nella sua borsetta.
In seguito Frank e Shan Mei si incontrano di nuovo, per strada. Lì il giovane tenta di farsi dare indietro l'anello, ma la ragazza non ha idea di cosa lui stia parlando e continua a considerarlo un pervertito. Frank, di conseguenza, non riesce ad avere indietro l'anello, ma dà un passaggio a Shan Mei fino all'aeroporto. Giunta a destinazione, la ragazza incontra il fidanzato e, parlando, menziona casualmente "Xiao Bo", il migliore amico del ragazzo. Egli alla fine non resiste ai sensi di colpa, e confessa a Shan Mei di averla tradita con Xiao Bo, che in realtà è una ragazza.
Shan Mei ritorna a Taiwan senza avere un posto dove andare. Non può tornare a casa, poiché durante la sua partenza per la Cina sua madre le aveva detto che non sarebbe più stata considerata sua figlia. La sua migliore amica, dopo aver tentato di convincerla a non partire, le aveva intimato di non andare a piangere da lei se le cose non fossero andate per il verso giusto. Alla fine, Shan Mei decide di affittare un posto dove dormire usando come pegno l'anello della madre di Frank. Ovviamente, il suo vicino di stanza altri non è che lo stesso Frank.
Ad un certo punto, Shan Mei pensa di farla finita con la sua vita, poiché non ha nessuna speranza di tornare col suo fidanzato. In questo periodo buio inizia ad incontrare Frank molto spesso. Entrambi hanno problemi di denaro, decidono quindi di vivere insieme per risparmiare. A poco a poco iniziano ad innamorarsi l'uno dell'altra...

## Cast esteso
- Joe Cheng: Cai Jing Lai 郑元畅 (Albert/Frank)
- Ariel Lin: Zheng Shan Mei 曾善美 (Lalaine)
- Bryant Chang: Jin En Hao 金恩浩 (Ryan)
- Zhang Yu Chen: Wang Ling Long 黃玲瓏 (Michelle)
- Huang Wen Xing: Wen Xing (se stesso) 文星 (Bernie)
- Lu Xiao Lin: Ye Ke Na 葉可娜
- Wu Jian Fei: Jing Rong 景融
- Zhang Na: Xiao Bo 曉波
- Guo Zi Qian: Zhen Huo Shu 曾火樹
- Lin Mei Xiu: Zhen Huang Shui Liang 曾黃水涼
- Wang Yue Tang: Zeng Xiao Bei 曾小貝
- Yue Yao Li: Padre adottivo di En Hao
- Zhao Shun: Wan Ye

## Curiosità
Ariel Lin fu la prima scelta per il ruolo di Zhen Shan Mei, tuttavia a causa di alcuni suoi impegni fu reclutata per interpretare la protagonista Barbie Xu. Successivamente, il ruolo è tornato alla Lin in seguito alla disdetta dei suoi precedenti impegni.

## Trasmissioni internazionali
Wo de yi wan mian bao ha iniziato ad essere trasmesso anche sulla rete ABS-CBN, nelle Filippine, a partire dal 15 giugno 2009, in sostituzione della precedente serie televisiva taiwanese Lan qiu huo, con protagonisti Show Luo, Jerry Yan e Wu Chun.
Questo è il terzo drama trasmesso dalla ABS-CBN a cui Ariel Lin e Joe Cheng lavorano insieme da protagonisti. I precedenti sono stati It Started With a Kiss e They Kiss Again, entrambi con grandi picchi di ascolti nelle Filippine.